# Maisoncelles-en-Brie
Maisoncelles-en-Brie är en kommun i departementet Seine-et-Marne i regionen Île-de-France i norra Frankrike. Kommunen ligger i kantonen Coulommiers som tillhör arrondissementet Meaux. År 2022 hade Maisoncelles-en-Brie 967 invånare.

## Befolkningsutveckling
Antalet invånare i kommunen Maisoncelles-en-Brie
| Referens: INSEE |